# Coniceromyia caliga
Coniceromyia caliga är en tvåvingeart som beskrevs av Giar-Ann Kung och Brown 2001. Coniceromyia caliga ingår i släktet Coniceromyia och familjen puckelflugor.
Artens utbredningsområde är Colombia. Inga underarter finns listade i Catalogue of Life.